# Artimpaza hefferni
Artimpaza hefferni är en skalbaggsart som beskrevs av Holzschuh 2006. Artimpaza hefferni ingår i släktet Artimpaza och familjen långhorningar. Inga underarter finns listade.